# 李評 (宋朝)
李评（？—？），字持正，北宋潞州上党（今山西省长治）人。
李评是李遵勖的孙子，李端愿的儿子。开始由东头供奉官转任皇城使。授西上閤门使，为枢密都承旨。出使陕西路、河东路，解除一路之患。他论事很多，多被施行。但他天资刻薄，侥幸进用，中外侧目。出知颍州，干当三班院，作为韩缜的副使出使契丹国，划分河东地界，经过二年解决。进升为成州团练使，知蔡州。卒年五十二岁，赠官冀州观察使，朝廷赠白金千两。